# Финансовые технологии
Фина́нсовые техноло́гии или финте́х (англ. FinTech) — отрасль, состоящая из компаний, использующих технологии и инновации, чтобы конкурировать с традиционными финансовыми организациями в лице банков и посредников на рынке финансовых услуг. В настоящее время к финтеху себя относят как многочисленные технологические стартапы, так и крупные состоявшиеся организации, старающиеся улучшить и оптимизировать предоставляемые финансовые услуги.

## Определение и ключевые области
После рассмотрения более 200 научных статей, опубликованных за последние сорок лет, которые ссылаются на термин Fintech, профессор Патрик Шуфель (Patrick Schueffel) из школы управления Фрибур вывел следующее определение: «Fintech является новой финансовой отраслью, которая применяет технологии для улучшения финансовой деятельности». Ирэн Олдридж и Стив Кравцив отмечают несколько областей распространения финтеха, например, автоматизацию страхования (часто называется InsurTech), торговли и управления рисками.
С точки зрения процедур термин «FinTech» относится к новым приложениям, процессам, продуктам или бизнес-моделям в сфере финансовых услуг, состоящим из одной или нескольких дополнительных финансовых услуг, предоставляемым целиком или по большей части через Интернет. Услуги могут предоставляться одновременно различными независимыми поставщиками услуг, как правило включая по меньшей мере один лицензированный банк или страховую компанию. Взаимодействие обеспечивается через интерфейсы API и часто регулируется специальными законами и актами, такими как Европейская директива платежных услуг (англ. European Payment Services Directive).
Существуют совершенно разные модели и классификации финтеха. Однако главной отличительной чертой является способность финтех-компаний создавать инновации. Банк России считает наиболее перспективными финансовыми технологиями большие данные и анализ данных, мобильные технологии, искусственный интеллект, роботизацию, биометрию, распределенные реестры, облачные технологии.
В наибольшей степени развитие финансовых технологий модернизирует традиционные финансовые услуги и продукты в нескольких областях:
- платежи и переводы: сервисы онлайн платежей, сервисы онлайн переводов, P2P обмен валют (переводы между физическими лицами), сервисы B2B платежей и переводов (переводы между юридическими лицами), облачные кассы и смарт-терминалы, сервисы массовых выплат;
- финансирование: P2P потребительское кредитование, P2P бизнес-кредитование, краудфандинг;
- управление капиталом: робо-эдвайзинг, программы и приложения по финансовому планированию, социальный трейдинг, алгоритмическая биржевая торговля, сервисы целевых накоплений.
- страхование (InsurTech): страхование по подписке, микрострахование, автоматическое урегулирование убытков (страховые выплаты без участия страхователя)[2][4].